# Людина, яка впала на Землю (телесеріал)
«Людина, яка впала на Землю» (The Man Who Fell to Earth) — американський науково-фантастичний драматичний телесеріал, створений Дженні Люмет і Алексом Курцманом за однойменним романом Волтера Тевіса 1963 року. Це продовження фільму 1976 року з Девідом Бові в головній ролі. У серіалі знявся Чиветел Еджіофор у ролі прибульця, який прибуває на планету Земля, і Білл Наї, який виконує роль Бові у фільмі 1976 року. Він дебютував на Showtime 24 квітня 2022 року. Частина серіалу була показана на SXSW 12 березня 2022 року У жовтні 2022 року серіал було скасовано після одного сезону.

## Синопсис
Майбутнє планети в руках прибульця, який прибуває на Землю в поворотний момент історії.

## Акторський склад

### Головні ролі
- Чиветел Еджіофор — Фарадей
- Наомі Гарріс у ролі Джастін Фоллз
- Аннел Олалей в ролі Моллі Фоллз
- Кларк Пітерс — Джосія Фоллз
- Білл Наї — Томас Джером Ньютон
- Джиммі Сімпсон у ролі Спенсера Клея
- Кейт Малгрю в ролі Дрю Фінча
- Соня Кессіді в ролі Еді Флуд
- Жуана Рібейру — Ліза Домінгес
- Роб Делані в ролі Гетча Флуда

### Другорядні ролі
- Таня Муді в ролі Порції
- Джульєтта Стівенсон — сестра Мері Лу Прескотт
- Арт Малік у ролі Геннінга Хана
- Джош Гердман у ролі Террі Манча
- Лорі Кінастон — Клайв Флад

### Гості
- Марта Плімптон — офіцер К. Фарадей
- Зої Ванамейкер — Ватт
- Вікторія Смарфіт — Пенні Морган